# Tischchen deck dich, Goldesel und Knüppel aus dem Sack

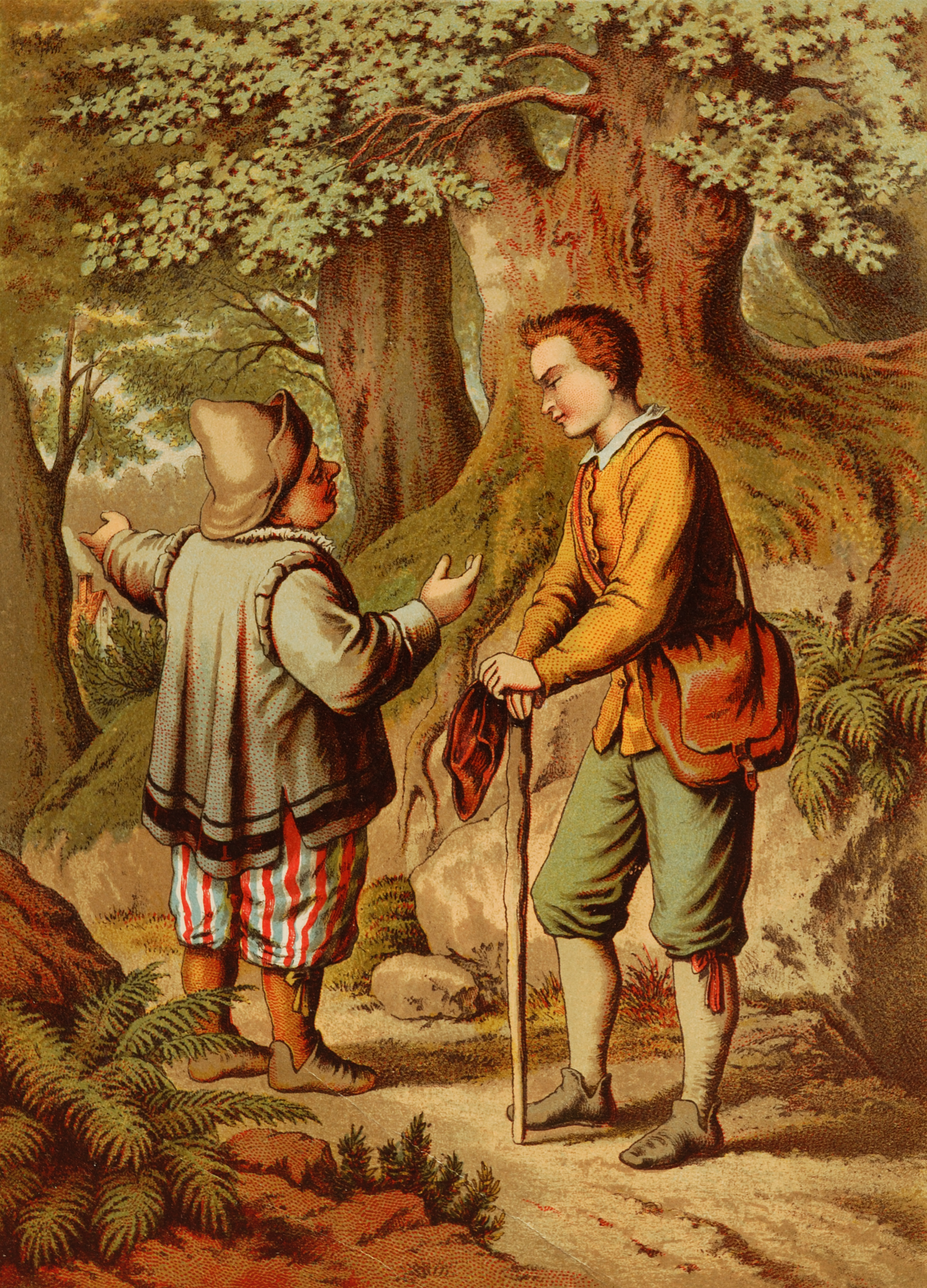
Illustration zu Bechsteins Text, von Heinrich Leutemann oder Carl Offterdinger

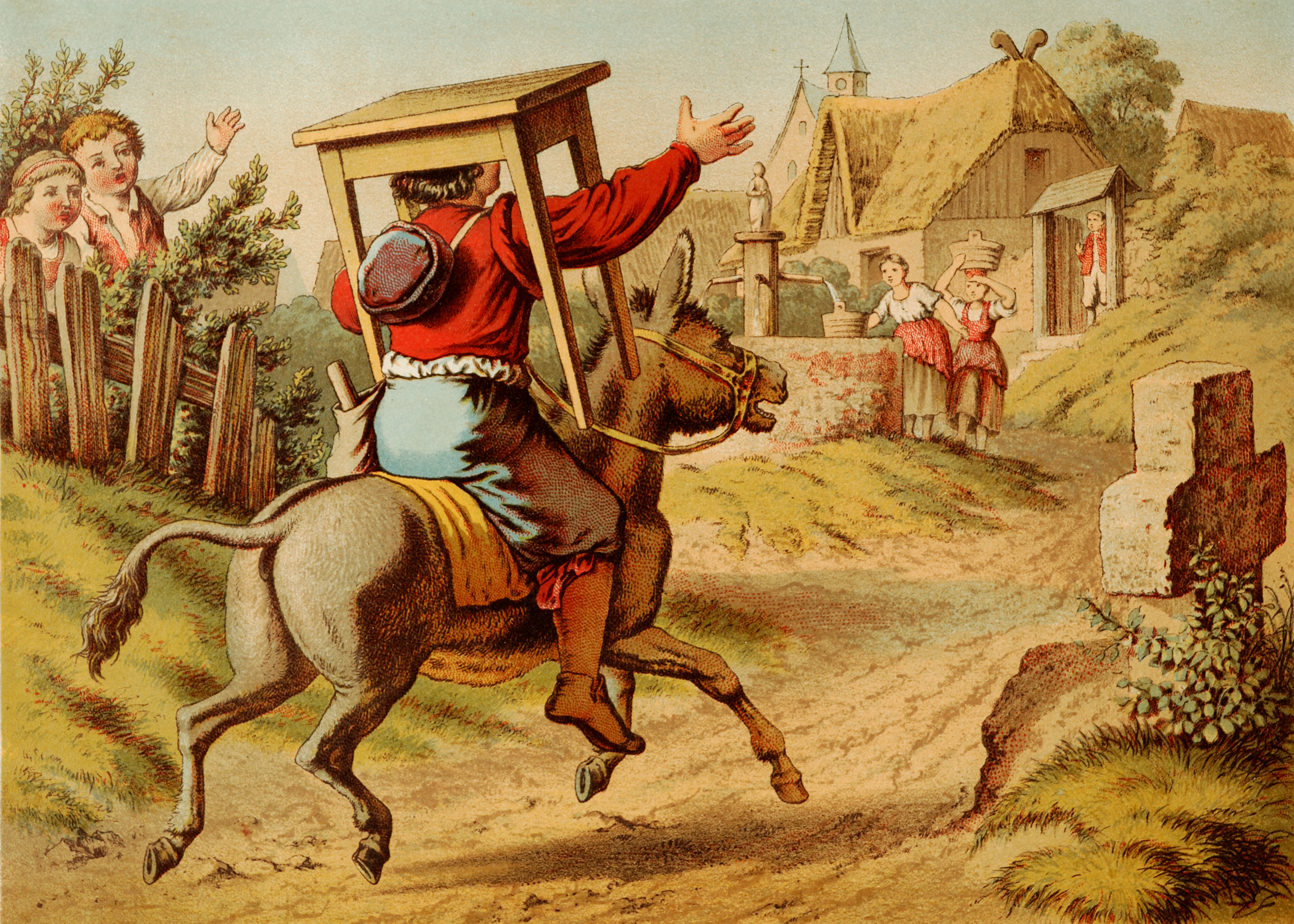
Illustration von Heinrich Leutemann oder Carl Offterdinger

Tischlein deck dich, Goldesel und Knüppel aus dem Sack (Tischlein, deck dich!) ist ein Märchen (ATU 212, 2015, 563). Es steht in den Kinder- und Hausmärchen der Brüder Grimm an Stelle 36 (KHM 36). In der 1. Auflage hieß es Von dem Tischgen deck dich, dem Goldesel und dem Knüppel in dem Sack, in der zweiten Tischchen deck dich, Goldesel und Knüppel aus dem Sack, in allen weiteren Tischchen deck dich, Goldesel, und Knüppel aus dem Sack. Ludwig Bechstein übernahm es in sein Deutsches Märchenbuch als Tischlein deck dich, Esel streck dich, Knüppel aus dem Sack (1845 Nr. 41, 1853 Nr. 38).

## Inhalt

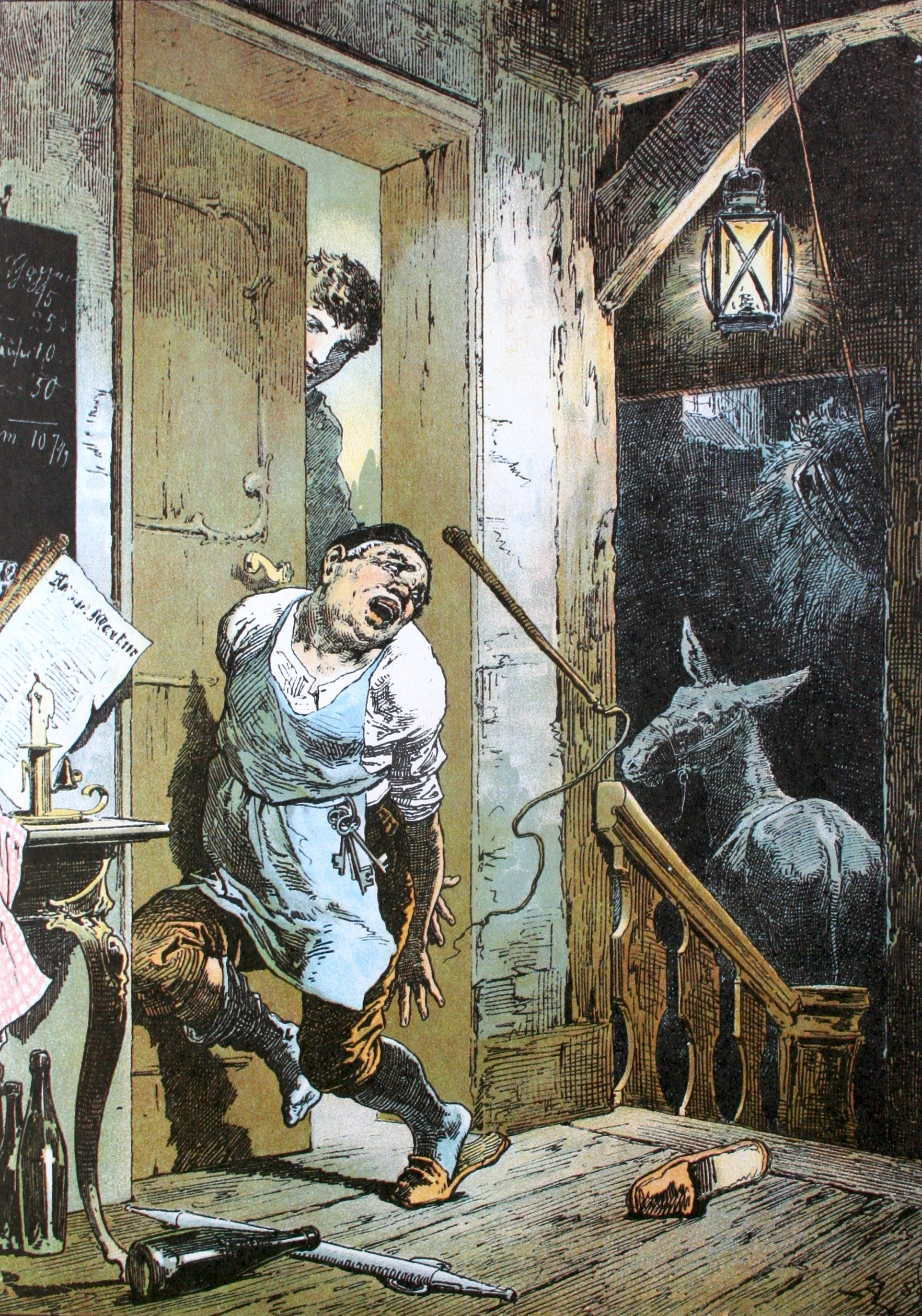
Darstellung von Alexander Zick

Ein Schneider und seine drei Söhne leben mit einer Ziege zusammen, die sie mit ihrer Milch ernährt, wozu sie täglich auf die Weide muss und dort die allerbesten Kräuter fressen darf. Als der Älteste sie schön geweidet hat und fragt, ob sie satt sei, antwortet diese: „Ich bin so satt, ich mag kein Blatt: mäh! mäh!“ Als aber der Vater zu Hause die Ziege fragt, antwortet sie mit einer Lüge: „Wovon sollt ich satt sein? Ich sprang nur über Gräbelein, und fand kein einzig Blättelein: mäh! mäh!“ Der Vater erkennt die Täuschung der Ziege nicht und jagt im Affekt den Ältesten mit der Elle aus dem Haus. Den beiden anderen Söhnen ergeht es die folgenden Tage genauso. Als der Vater die Ziege dann selbst ausführt und sie draußen so und zu Haus so antwortet, erkennt er, seinen Söhnen Unrecht getan zu haben, schert der Ziege den Kopf und jagt sie mit der Peitsche fort.
Die Söhne gehen bei einem Schreiner, einem Müller und einem Drechsler in die Lehre. Am Ende bekommt der Älteste einen unscheinbaren kleinen Tisch mit; wenn man zu dem sagt „Tischchen, deck dich!“, dann ist er sauber gedeckt und mit den herrlichsten Speisen versehen. Der Mittlere bekommt einen Esel; wenn man zu dem sagt „Bricklebrit!“, dann fallen vorne und hinten Goldstücke heraus. Alle drei Söhne verzeihen dem Vater schließlich während ihrer Wanderjahre und sehen die Möglichkeit, dass auch ihr Vater seinen Groll vergisst, sobald sie ihn mit ihrem eigenen Wunderding gewonnen haben. Die beiden älteren werden aber vor ihrer Heimkunft in ihrer Freigiebigkeit nacheinander vom selben Wirt betrogen, als der dem einen ein falsches Tischchen und dem anderen einen anderen Esel unterschiebt. Sie bemerken es erst, als sie ihr Wunderding zu Hause vorführen wollen. Sie schämen sich vor allen Gästen, die der Vater eingeladen hat, der jetzt weiter als Schneider arbeiten muss.
Der von seinen beiden Brüdern gewarnte Jüngste bekommt von seinem Meister einen Knüppel im Sack, der jeden Gegner verdrischt, wenn man sagt „Knüppel, aus dem Sack!“ und erst aufhört, wenn man sagt „Knüppel, in den Sack!“. Damit nimmt er dem Wirt das Tischchen und den Esel wieder ab, als der ihm den Sack – verwendet als Kopfkissen – stehlen will, dessen Wert er ihm vorher gepriesen hatte.
Die Ziege verkriecht sich aus Scham über ihren kahlen Kopf in einen Fuchsbau, wo der Fuchs und dann der Bär vor ihren glühenden Augen erschrecken. Aber die Biene sticht ihr in den geschorenen Kopf, sodass die Ziege vor Schmerz flieht und, nun endgültig heimatlos geworden, abgängig ist.

## Herkunft

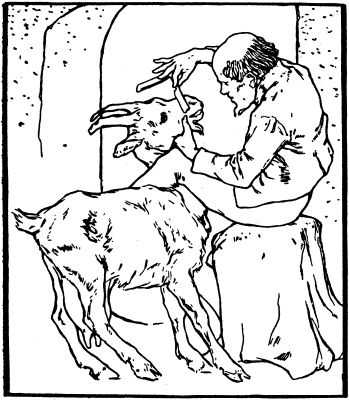
Illustration von Otto Ubbelohde, 1909

Grimms Eintrag im Handexemplar schreibt das Schwankmärchen Johanna Isabella Hassenpflug zu, sie will es von „einer alten Mamsell Storch bei Henschel“ gehört haben. Nach Erkenntnissen eines Grimm-Forschers der Universität Kassel handelte es sich bei der Mamsell um Eleonore Storch, eine Fabrikantentochter aus Rinteln und Schwägerin des Kasseler Unternehmers Georg Christian Carl Henschel. Im Erstdruck war eine zweite, kürzere Textversion nachgestellt, sie erschien später in der Anmerkung als „andere Erzählung“ (von Henriette Dorothea Wild).

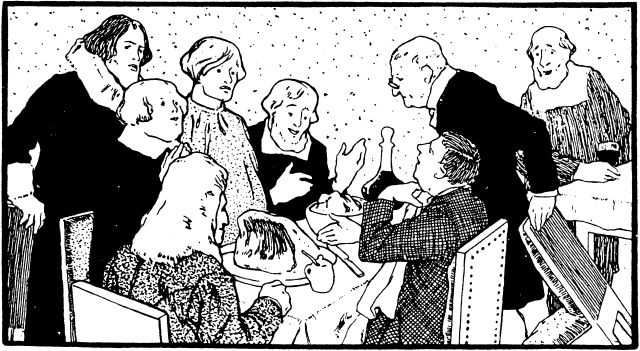
Illustration von Otto Ubbelohde, 1909

Grimms Anmerkung notiert „Aus Hessen“ (von Jeanette Hassenpflug). „Eine andere Erzählung“ (1811 von Dortchen Wild) beginnt so, dass der Vater die Söhne nacheinander mit Pfannkuchen und Heller wandern schickt. Sie hüten die Herde eines reichen Herrchens in einer Nussschale, lassen sich aber verbotenerweise von Tanzmusik in ein Haus locken (vgl. KHM 57). Tischleindeckdich und Goldesel werden unterwegs vertauscht, erst der Jüngste verstopft seine Ohren mit Baumwolle. Er holt mit dem Knüppel die Wunderdinge wieder. Der Vater freut sich, seine drei Heller an ihnen nicht verschwendet zu haben. Sie nennen noch Linas Märchenbuch von Albr. Lud. Grimm Nr. 4 „der Knüppel aus dem Sacke“, Zingerles Märchen aus Meran „S. 84 und 185“, schwäbisch bei Meier Nr. 22, dänisch bei Etlar „S. 150“, norwegisch bei Asbjörnsen „S. 43“, niederländisch in Johann Wilhelm Wolfs Wodana Nr. 5, ungarisch bei Stier „S. 79“, polnisch bei Levestam „S. 105“, walachisch bei Schott Nr. 20, „aus dem Zillerthal“ bei Zingerle „S. 56“, Die Flasche in Grimms Irische Elfenmärchen, russisch bei Dietrich Nr. 8, KHM 54 Der Ranzen, das Hütlein und das Hörnlein.
Nicht erwähnt, aber auffallend ähnlich und den Brüdern Grimm sicher bekannt ist Das Märchen vom Orco in Giambattista Basiles Pentameron I,1. Laut Rudolf Schenda kann man das Motiv vom durch Zauberhand gedeckten Tisch bis zu Herodot zurückverfolgen.
Ebenfalls ähnlich ist Theodor Vernalekens Der Wunschfetzen, die Goldziege und die Hutsoldaten aus dem Werk Kinder- und Hausmärchen in den Alpenländern (Wien 1863), wobei der Wunschfetzen dem Tischchen und die Goldziege dem Esel entspricht. Als drittes wird ein alter Hut erlangt aus dem, bei bedarf, Soldaten entspringen können. Diese Version wurde in Niederösterreich aufgezeichnet und ist auch unter dem Titel Der Wunschfetzen, die Goldziege, die Hutsoldaten bekannt.

## Sprache

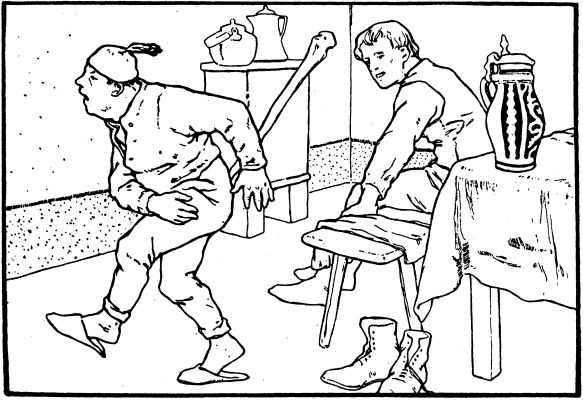
Illustration von Otto Ubbelohde, 1909

Die Handlung blieb stets gleich, doch wurde der Text sprachlich ausgeschmückt. Dass aller guten Dinge drei sind, steht schon in der 1. Auflage. Ab der 2. Auflage meint der Schneider (zuvor: Schuster), man will ihn „zum Narren haben“. Mit „Gesottenem und Gebratenem“ (ab 2. Aufl.) ist der Junge „guter Dinge“ (ab 2. Aufl.). Im Übrigen häufen sich Umschreibungen für Prügeln, welche anscheinend Wilhelm Grimm nachträglich und mit Schneiderrequisiten einfügte: Er „gerbte dem armen Jungen mit der Elle den Rücken“ (ab 4. Aufl.), der Knüppel „klopfte den Rock oder Wams gleich auf dem Rücken aus“, „rieb ihm die Nähte“ (jew. ab 2. Aufl.). Dem Bären ist „in seiner Haut nicht wohl zu Muthe“ (ab 3. Aufl.). Das „ich will Gnade für Recht ergehen lassen“ (ab 3. Aufl., später auch KHM 12, 192) ist literarisch gängig und steht ähnlich in Eisenharts Grundsätze der deutschen Rechte in Sprüchwörtern. Weitere Wendungen ab der 2. Auflage sind: Das Tischchen bot „was sein Herz begehrte“, dem Eselbesitzer ist „das beste gut genug, und je theurer je lieber“, dann bleibt es „so leer wie ein anderer Tisch, der die Sprache nicht versteht“ und „zeigte sich, daß das Thier nichts von der Kunst verstand, denn es bringts nicht jeder Esel so weit“ (ähnlich schon 2. Aufl.). Der Wirt schreit und der Knüppel schlägt ihm den Takt dazu (ab 2. Aufl.; vgl. Basiles Das Märchen vom Orco). Ab der 3. Auflage sagt der Erzähler zuletzt beim Goldesel: „Ich sehe dirs an, du wärst auch gerne dabei gewesen.“ „Gesottenes und gebratenes“ gibt es dann auch in Der Metzgergesell in Johann Wilhelm Wolfs Deutsche Hausmärchen.

## Märchenforschung

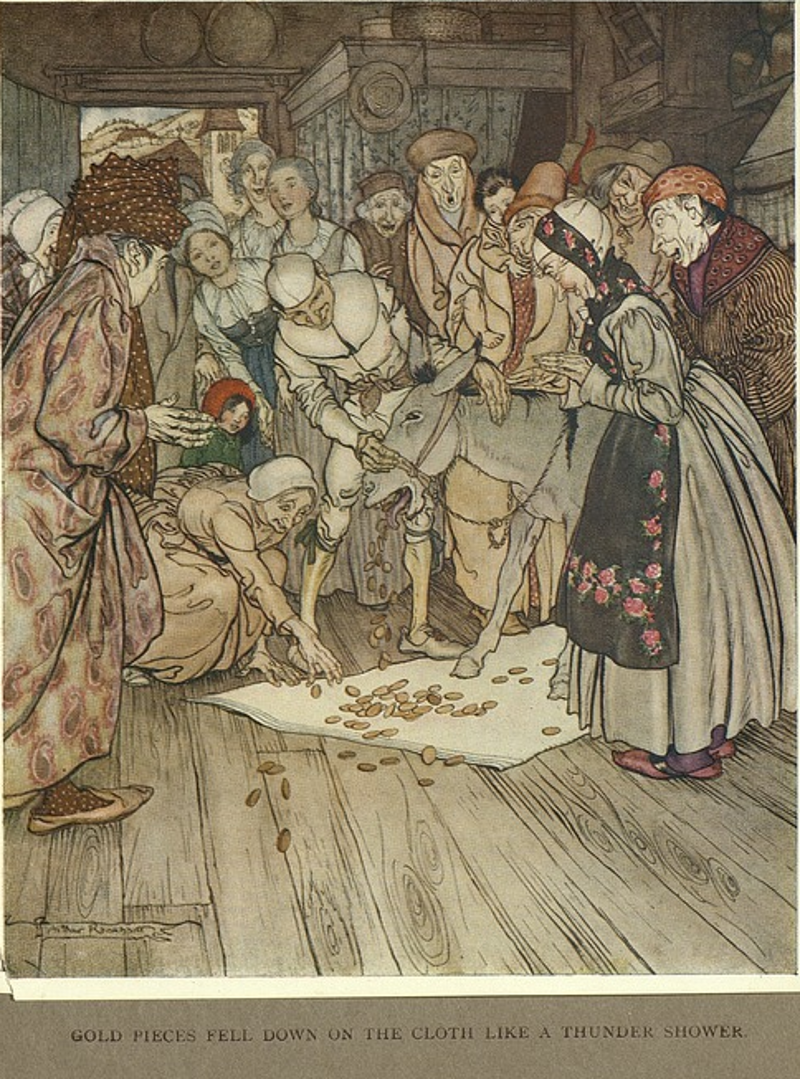
Illustration von Arthur Rackham, 1917

Laut Jurjen van der Kooi findet man ATU 563 zuerst in Basiles Das Märchen vom Orco, doch scheint es älter zu sein. Durch Grimms und Bechsteins Fassung ist es mit drei Brüdern besonders in Europa, aber auch Japan, Amerika und Südafrika verbreitet. Eine Fassung mit nur einem Protagonisten, der die Zauberdinge erhält, findet sich in Norwegen mit Vom Jungen, der vom Nordwind das Mehl zurück haben wollte. Requisiten variieren geographisch und kulturell bedingt, außerhalb Europas mitunter zwei oder vier Zaubergaben und oft Tiere als Handlungsträger. Die Eingangsepisode variiert sehr, besonders bei Verknüpfung mit ATU 564, meist dann mit reichem Bruder, der den armen zum Teufel schickt, der ihm Zaubergaben gibt. Die Verbindung mit boshafter Ziege (ATU 212) begegnet erst bei Grimm und sonst nur in einigen deutschen, flämischen und westindischen Varianten. Oft kombiniert wird ATU 563 mit ATU 569 (Der Ranzen, das Hütlein und das Hörnlein). Motivliche Analogien bestehen zu anderen Zaubermärchen aus ATU 560 – 649. In Varianten sind die Gaben Entschädigung des Frosts für zerstörte Ernte, oder der Wind hat das Mehl zerstreut. Ein Armer will Gott verhauen und erhält die Gabe, oder seine Bohne wächst in den Himmel, wo er sie erhält. Im islamischen Raum erhält ein Holzfäller magische Gaben vom Baum, damit er die Bäume schont, oder vom Brunnen, in den ihm eine Erbse fiel, oder von Geistern, die meinen, er will sie fressen. In Indien verschenkt ein Schakal eine magische Kuh und bringt sie wieder, als sie gestohlen wird.

## Interpretation

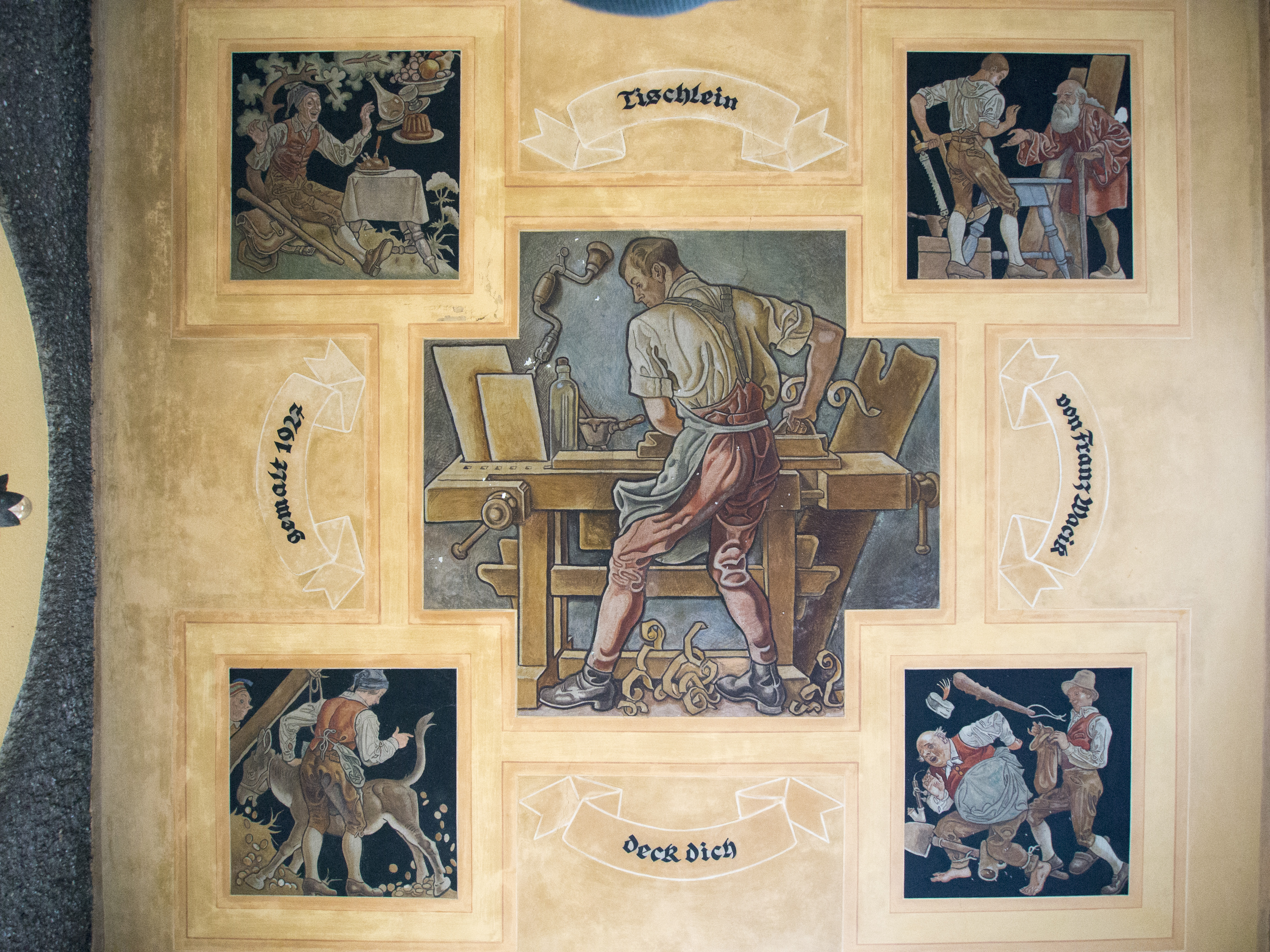
Vogelweidhof, Wien

Jurjen van der Kooi sieht eine universelle Anziehungskraft des Märchens darin, dass Wünsche armer Menschen zu konkreten Szenen von Fülle verdichtet und Frevel bestraft werden (Wunschdichtung). Psychologische Deutungen überzeugten Kooi zufolge nicht, da sie oft nur eine Version oder ein Motiv, wie den Knüppel (Phallussymbol), berücksichtigten. Walter Scherf zufolge kann im Zaubermärchen der Zuhörer Auszug und Selbstfindung des Helden miterleben, dagegen zielten schwankhafte Mischformen auf drastische Verhaltensbelehrung. Sind es nur zwei Gaben, oft fehlt der Esel, so sorge eine für kindlich sorgenfreies „Zulangen-Können“, die andere für Selbstbehauptung: „Es reicht eben nicht, einen stets gedeckten Tisch zu haben oder alles, was das Herz begehrt, bezahlen zu können. Das sind Lebenspläne, hinter denen sich die Flucht in die Kindheit verbirgt.“ Schon Ottokar Graf Wittgenstein deutete die Gaben so als orale, anale und phallische kindliche Entwicklungsphase. Wilhelm Salber sieht einerseits eine Gier nach konfliktloser Einheit in geschichtslosem Zugleich, aber auch Handlung mit Veränderung und Entwicklung. Aus All-Wünschbarem wird Reales. Der Homöopath Martin Bomhardt vergleicht das Märchen mit dem Arzneimittelbild von Lycopodium clavatum.

## Rezeptionen, Parodien und Sprachgebrauch

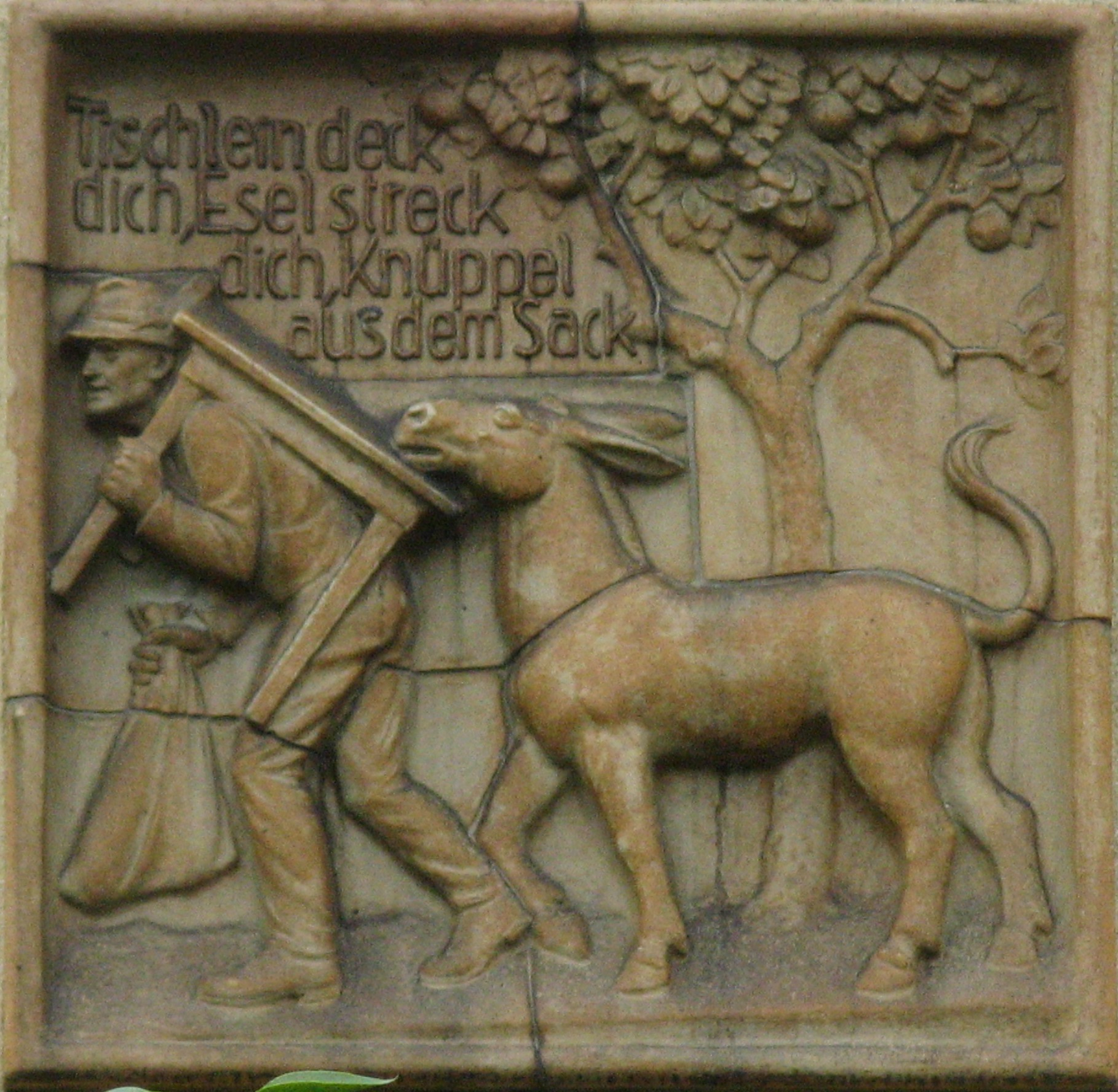
Terrakottarelief in Wien

In Eichendorffs Taugenichts steht: „Ich durfte nur sagen: ‚Tischchen, deck‘ dich!‘, so standen auch schon herrliche Sachen … da“. Man beachte auch das Einleitungsgedicht Knüppel aus dem Sack in Hoffmann von Fallerslebens Unpolitische Lieder („… O Märchen, würdest du doch wahr / Nur Einen einz'gen Tag im Jahr, …“).
Ludwig Bechstein übernahm das Märchen ohne die Ziegenepisode als Tischlein deck dich, Esel streck dich, Knüppel aus dem Sack in sein Deutsches Märchenbuch. Der Lange, der Dicke und der Dumme finden als Schreiner, Müller und Drechsler alle denselben Meister im Waldhaus, der „in allen Fächern bewandert“ ist und ihnen die Dinge gibt. Bechstein vermerkt „Mündlich“, er orientierte sich an Grimms Fassung.
Josef Sills berichtet ironisch ein juristisches Nachspiel auf Amtsdeutsch, wobei der Jüngste wegen Körperverletzung, die Lehrherren wegen Nichtbezahlung von Krankenkassenbeiträgen und die Tischchen- und Eselbesitzer wegen unbefugter Produktion von Genusswaren und Vergehens gegen das Devisen- und Valutagesetz angeklagt sind. Iring Fetscher deutet unter ironischer Nennung marxistischer Fachkollegen die drei Gaben als Feudalismus, Kapitalismus und revolutionären Volkskrieg oder als technologischen, ökonomischen und politischen Aspekt der bürgerlichen Revolution. In Roland Starks Krimi Frau Holle ist tot zitiert der märchenbesessene Autist stets, wenn es zur Prügelei kommt: „Knüppel aus dem Sack!“
Man kennt das Märchen oft unter dem verkürzten und leicht veränderten Titel: „Tischlein, deck dich!“ In dieser Form dient es zur Namensgebung von Essensbringdiensten, Gaststätten und Tischdekoration. Besonders bekannt sind auch die Sprüche wie „Ich bin so satt, ich mag kein Blatt.“.

Der Begriff Goldesel wird im übertragenen Sinn gebraucht für Verfahren, die einen hohen wirtschaftlichen Gewinn versprechen, vergleichbar mit dem Begriff cash cow. Die Redensart „Der hat einen Goldesel daheim“ (oder ebenfalls in Anlehnung an das Märchen derber: einen Geldscheißer) wird für Menschen verwendet, die Geld „mit vollen Händen“ ausgeben.

## Theater
- Tischlein, deck dich, - Esel, streck dich, - Knüppel, aus dem Sack! Ein Kindermärchenlustspiel in drei Bildern von Robert Bürkner.
- Die Augsburger Puppenkiste und andere Marionettentheater hatten es schon im Programm.

## Filme

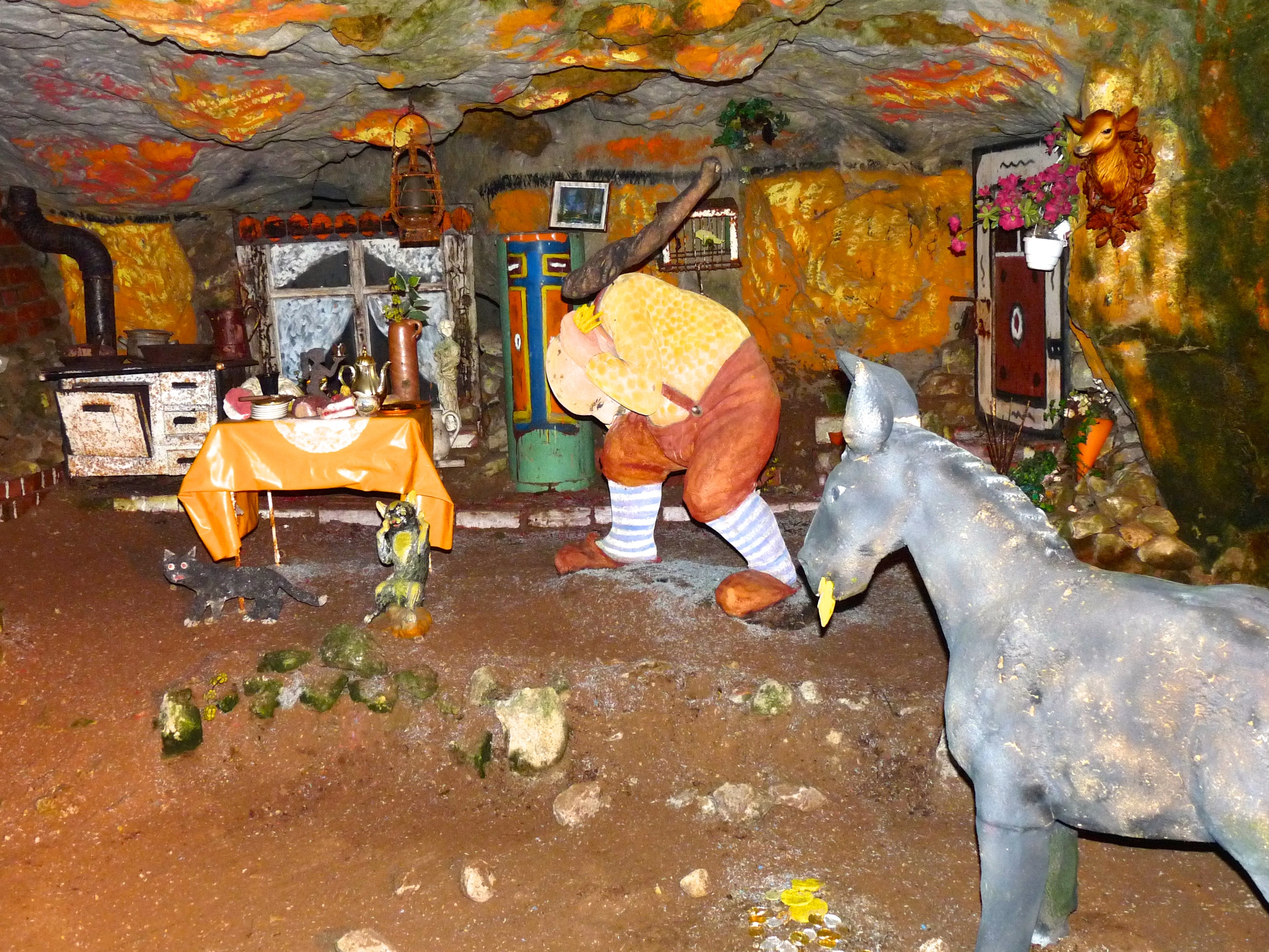
Märchenhöhle Walldorf

- 1921: Tischlein deck dich, Eselein streck dich, Knüppel aus dem Sack, Stummfilm, Deutschland, 64 min., Regie: Wilhelm Prager
- 1938: Tischlein deck dich, Esel streck Dich, Knüppel aus dem Sack, Deutschland, 79 min., Regie: Alfred Stöger
- 1956: Tischlein deck dich, Deutschland, 79 min., Regie: Fritz Genschow
- 1956: Tischlein deck dich, Deutschland, 72 min., Regie: Jürgen von Alten
- 1966: Tischlein, deck dich..., DEFA, Regie: Gisela Schwartz-Martell
- 1970: Tischlein deck dich, Puppentrickfilm, DEFA, 33 min., Regie: Rudolf Schraps
- 2004: SimsalaGrimm, deutsche Zeichentrickserie 1999, Staffel 2, Folge 3: Tischlein deck dich
- 2006: Tischlein deck dich - Esel, Ziegen, echte Männer, Komödie aus der 2. Staffel der Pro Sieben/ORF-Serie Die Märchenstunde, Deutschland/Österreich
- 2008: Tischlein deck dich, Märchenfilm aus der 1. Staffel der ARD-Reihe Sechs auf einen Streich, Deutschland, Regie: Ulrich König